# ソニーファイナンスインターナショナル
株式会社ソニーファイナンスインターナショナル (Sony Finance International,inc.) は、かつて存在したソニー株式会社の子会社である信販会社。略称はSFI。

## 概説
1976年に、ソニー株式会社が設立したメーカー系のリース・信販会社である。
主にクレジットカード事業、割賦販売斡旋（ショッピングクレジット）事業、ソニー銀行による無担保ローンの信用保証業務とオフィスビル運営（1991年に合併したソニー商事の事業を継承）を手がける。
2007年から提携カードの終了など事業の整理が徐々に進められ、2009年から2011年にかけてショッピングクレジット、ハウスカード、ローンカード、eLIOなどリテール向けサービスが立て続けに終息した。なおこれらの理由について収益や業績に起因するものであるのか同社側から公式な発表はなされていない。
2010年11月1日に制作プロダクションやソニーグループ、ソニーショップといった特定業種の法人を対象とした、機器のリース・レンタル事業および保険代理店部門を、三井住友フィナンシャルグループとの合弁企業 SFIリーシング株式会社へ譲渡。
2011年3月1日に関東財務局に対して貸金業廃止の届け出を行った。
2011年5月1日付けでSony Card（クレジットカード）事業をソニー銀行に事業譲渡（2013年度中にサービス終了）。2011年7月31日を以てソニー銀行の無担保ローン商品の信用保証業務を終了。
2012年4月1日を以て他社に譲渡しなかったクレジットカード、ローンカード、証書貸付及び個別クレジット等に関する一切の債権をアプラスフィナンシャル傘下の株式会社アプラスインベストメントに譲渡。2012年6月1日を以てEdy（現:楽天Edy）発行事業をビットワレット株式会社（現:楽天Edy株式会社）に事業譲渡した。
2013年9月30日に法人解散の決議を行い、法人格が消滅した。

## かつて取り扱っていたサービス

### ローンカード
2005年から最大300万円までの利用枠が設定されるローンカード「eS-card Plus」の募集を開始。利用実績に応じてソニー製品がプレゼントされる「プラスワンプレゼント」という独自の施策が特徴的であったが、改正貸金業法による事業見直しを理由に2009年6月18日を以て新規募集を終了、2010年3月までに新規貸出を廃止した。なお、貸付金利は利息制限法の範囲内であるため、過払い金返還には該当しない。

## 事業所
- 本社： 東京都港区南青山1丁目1番1号 新青山ビルヂング東館10階
- 営業所：神奈川県横浜市西区花咲町5-137 SFI横浜ビル